# (221917) Opitès
(221917) Opitès, désignation internationale (221917) Opites, est un astéroïde troyen jovien.

## Description
(221917) Opitès est un astéroïde troyen jovien, camp grec, c'est-à-dire situé au point de Lagrange L4 du système Soleil-Jupiter. Il présente une orbite caractérisée par un demi-grand axe de 5,282 UA, une excentricité de 0,076 et une inclinaison de 23,9° par rapport à l'écliptique.
Il est nommé en référence au personnage de la mythologie grecque Opitès, acteur du conflit légendaire de la guerre de Troie.

## Compléments